# Шура-Мітлинецька
Шура-Мітлинецька — село в Україні, у Кунківській сільській громаді Гайсинського району Вінницької області.

## Географія
Через село протікає права притока Собу річка Мачуха.
На території села знаходяться гідрологічні пам'ятки природи місцевого значення Джерело «Василівське» та Джерело «Піски».

## Населення

### Мова
Розподіл населення за рідною мовою за даними перепису 2001 року:
| Мова       | Кількість | Відсоток |
| ---------- | --------- | -------- |
| українська | 411       | 97.16%   |
| російська  | 10        | 2.36%    |
| білоруська | 1         | 0.24%    |
| румунська  | 1         | 0.24%    |
| Усього     | 423       | 100%     |

## Історія
12 червня 2020 року, відповідно розпорядження Кабінету Міністрів України № 707-р «Про визначення адміністративних центрів та затвердження територій територіальних громад Вінницької області», село увійшло до складу Кунківської сільської громади.
17 липня 2020 року, в результаті адміністративно-територіальної реформи і ліквідації Гайсинського району, село увійшло до складу новоутвореного Гайсинського району.

## Уродженці села
- Анна Василівна Бондарчук-Грита (25.09.1959) - ректорка Західноукраїнського економіко-правничого університету, доктор філософії, кандидат економічних наук.